# Marjakarit
Marjakarit är klippor i Finland.   De ligger i kommunen Nådendal i landskapet Egentliga Finland, i den sydvästra delen av landet, 180 km väster om huvudstaden Helsingfors.
Terrängen runt Marjakarit är mycket platt. Havet är nära Marjakarit åt sydväst. Runt Marjakarit är det glesbefolkat, med 14 invånare per kvadratkilometer. Närmaste större samhälle är Nådendal, 16,7 km nordost om Marjakarit. 